# Robert Recorde
Robert Recorde (1512 - 1558) là một bác sĩ và nhà toán học người xứ Wales. Ông đã phát minh ra dấu bằng (=) và cũng đã giới thiệu dấu cộng (+) đã có từ trước cho người nói tiếng Anh vào năm 1557.

## Tiểu sử
Robert Recorde sinh vào khoảng năm 1512, là con trai thứ hai của Thomas và Rose Recorde ở Tenby, Pembrokeshire, xứ Wales.
Recorde vào Đại học Oxford khoảng năm 1525, và được bầu làm thành viên của Đại học All Souls năm 1531. Năm 1545, ông đến Đại học Cambridge để lấy bằng Bác sĩ. Sau đó, ông trở lại Oxford, nơi ông công khai giảng dạy toán học, như ông đã làm trước khi đến Cambridge. Có vẻ như sau đó ông đã đến London, và làm bác sĩ cho Vua Edward VI và cho Nữ hoàng Mary, người đã dành một số cuốn sách của ông. Ông cũng là người điều khiển Xưởng đúc tiền Hoàng gia và từng là Người kiểm soát Mỏ và Đồng tiền ở Ireland. Sau khi bị một kẻ thù chính trị kiện vì tội phỉ báng, ông bị bắt vì nợ nần và chết trong nhà tù King's Bench, Southwark, vào giữa tháng 6 năm 1558.

## Xuất bản

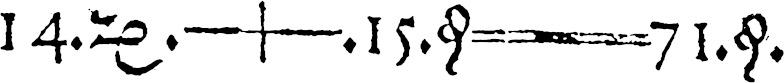
Phương trình đầu tiên được biết đến, tương đương với 14 x + 15 = 71 trong phương trình hiện đại.

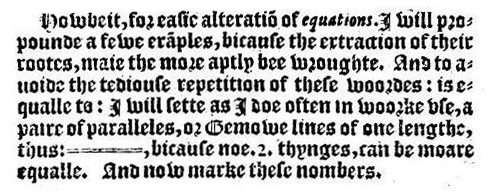
Lời giới thiệu của Recorde về dấu "="

Recorde đã xuất bản một số công trình về các chủ đề toán học và y học, chủ yếu dưới hình thức đối thoại giữa thạc sĩ và học giả, chẳng hạn như sau:
- The Grounde of Artes, dạy giá trị và thực hành, của số học, cả số nguyên và phân số (1543),[1] cuốn sách tiếng Anh đầu tiên về đại số .
- Con đường dẫn đến tri thức, chứa đựng những Nguyên tắc đầu tiên của Hình học ... bothe để sử dụng Công cụ Geometricall và Astronomicall, và cả cho Phép chiếu Plattes (London, 1551)
- Lâu đài của tri thức, chứa đựng sự Explication của Sphere cả Celestiall và Materiall, v.v. (London, 1556) Một cuốn sách giải thích thiên văn học Ptolemaic trong khi đề cập đến mô hình nhật tâm Copernic khi đi qua.
- Whetstone của Witte, được coi là parte thứ hai của Arithmeteke: chứa phần chiết rễ; thực hành giống nhau, với quy tắc của phương trình; và các tác phẩm của Surde Nombers (London, 1557). Đây là cuốn sách trong đó dấu bằng được giới thiệu. Với việc xuất bản cuốn sách này, Recorde được ghi nhận là người đưa đại số vào Đảo Anh với một ký hiệu có hệ thống.[3][4]
- Một tác phẩm y học, The Urinal of Physick (1548), thường xuyên được tái bản.[5]

Ông được cho là tác giả (không rõ) của một số cuốn sách : Cosmographiae isagoge, De Arte faciendi Horologium và De Usu Globorum et de Statu temporum.